# Пожар в Борго
Пожар в Борго (итал. L’Incendio di Borgo) — фреска выдающегося художника эпохи Высокого Возрождения Рафаэля Санти, написанная в 1514 году в Апостольском дворце в Ватикане, в комнате, известной по названию фрески: «Станца пожара в Борго» (итал. Stanza dell’Incendio di Borgo). Это помещение (итал. stanza — комната) входит в комплекс из четырёх залов, объединённых наименованием «Станцы Рафаэля».

## История
«Станца пожара в Борго» — последнее помещение в Ватикане, в росписях которого ещё заметна рука Рафаэля. Далее выполнение фресок было поручено его помощникам: Джулио Романо, Джован Франческо Пенни, Джованни да Удине и другим. Рафаэль к этому времени был занят важными папскими поручениями: изготовлением картонов для шпалер Сикстинской капеллы и руководством строительством базилики Св. Петра, должность которую он занял после кончины Браманте в 1514 году.
Основная идея цикла росписей «Зала пожара в Борго» — прославление Папы Льва X посредством историй, почерпнутых из жизни двух других римских пап с таким же именем: Льва III и Льва IV. В этой теме, как и в предыдущей Станце д’Элиодоро, отражена идея защиты, которую Бог дарует Церкви в трудные моменты её истории, а конкретные сюжеты посвящены чудесным вмешательствам божественной силы в земные события. Каждая сцена, взятая из «Liber Pontificalis» (Книги деяний римских пап, начиная с апостола Петра), содержит намёки на нынешний понтификат, многочисленные классические аллюзии и литературные цитаты.
В период французской оккупации (якобинского и наполеоновского правления) разрабатывались планы снятия фресок Рафаэля со стен Ватиканских комнат и отправки их во Францию, в Музей Наполеона (нынешний Лувр), но они не были осуществлены из-за технических трудностей.

## Композиция и стиль
В композиции «Пожар в Борго» (итал. Incendio di Borgo) (1514), первой из фресок, созданных в этой комнате, более всего ощущается индивидуальный почерк Рафаэля, но также очевидны мотивы, заимствованные у великого Микеланджело, который к этому времени уже расписал плафон Сикстинской капеллы (1508—1512), находящейся рядом со «Станцами Рафаэля». Существовало мнение, что Рафаэль тайно, ночью при свете свечи, рассматривал и, возможно, зарисовывал фрески Микеланджело, а тот обвинял «маркизанца» (Рафаэль происходил из области Марке), что он «ворует у него фигуры».

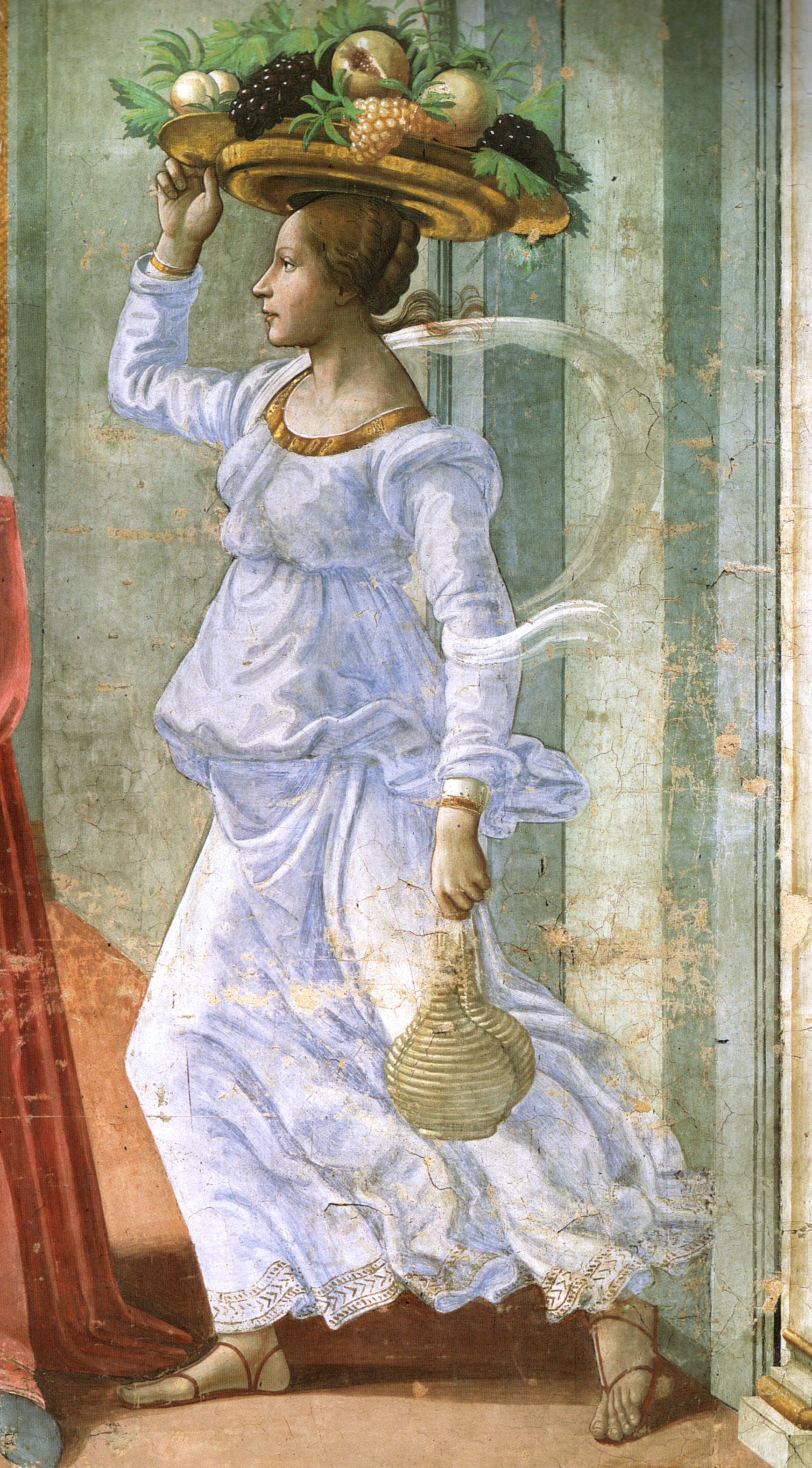
Д. Гирландайо. Деталь фрески «Рождество Иоанна Крестителя» в Капелле Торнабуони церкви Санта-Мария-Новелла во Флоренции. 1485—1490

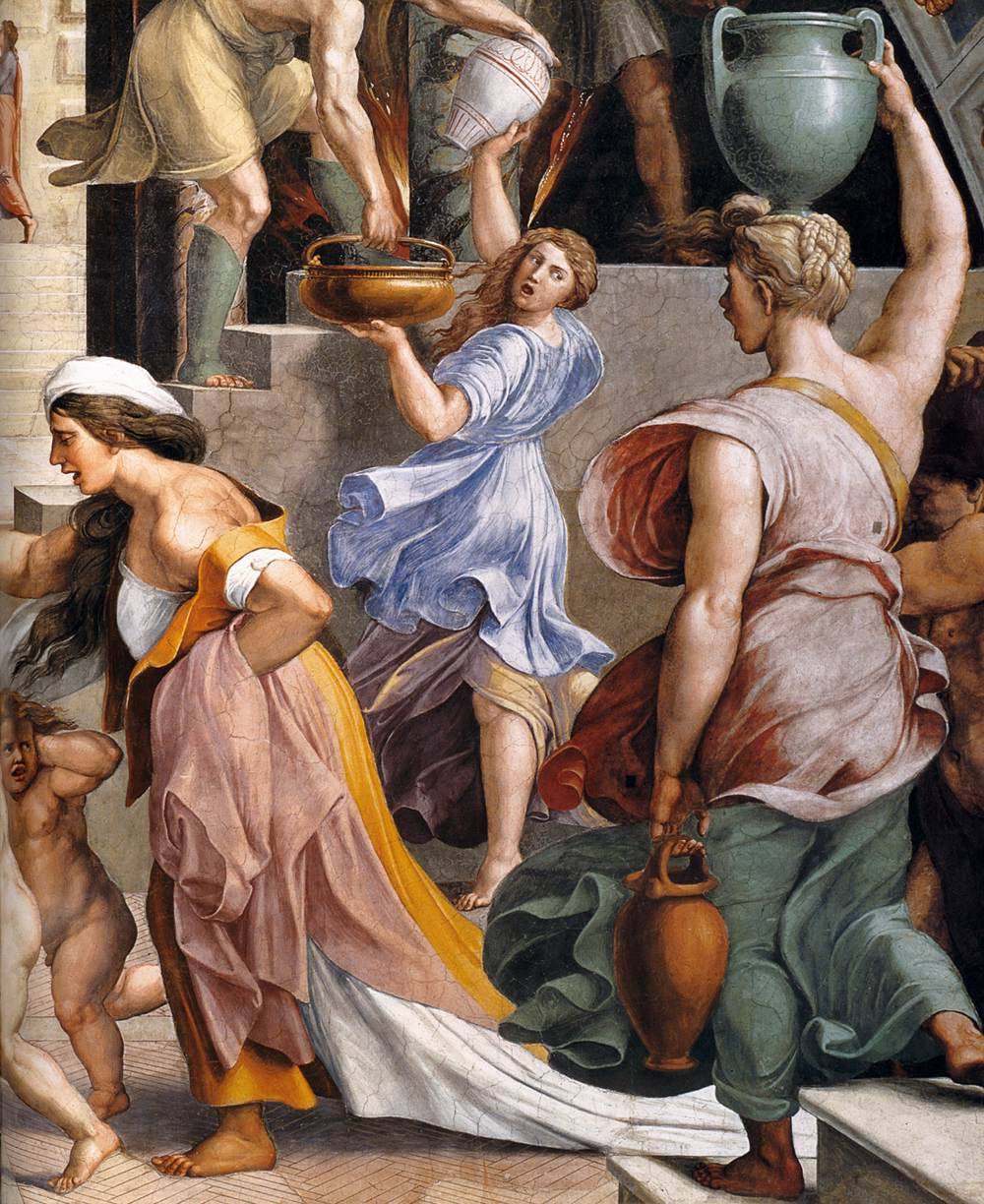
Деталь фрески Рафаэля Санти «Пожар в Борго». 1514

Фреска повествует о событиях, происходивших в одном из центральных районов Рима. По легенде, когда в Борго (районе, примыкающем к папскому дворцу) в 847 году произошёл пожар, то он бушевал до тех пор, пока на балконе Ватиканского дворца — Лоджии Благословения (Loggia delle Benedizioni) не появился папа Лев IV и не укротил стихию. Появившись на балконе, папа остановил пожар знаком креста. На дальнем плане виднеется здание, в котором можно узнать фасад старой базилики святого Петра (ещё существовавшей до её перестройки в первые годы пребывания Рафаэля в Риме), что особенно важно для историков римской архитектуры. На балконе — папа Лев IV, направляющий крестное знамение на необъятное пламя. В центре фрески показана колоннада коринфского ордера и угадывающиеся за ней руины храма Марса Ультора на форуме Августа (ныне от этого храма сохранились лишь ступени лестницы и нижние части отдельных колонн): Рафаэль специально изучал и хорошо знал топографию античного Рима (в 1513 году папа Лев X назначил Рафаэля первым археологом античного Рима).
В этой композиции можно увидеть много замечательно нарисованных фигур. Обнажённый мужчина спускается со стены (очевидная аллюзия античных статуй), женщина пытается спасти спелёнутого младенца. Слева — Эней, выносящий на плечах старика-отца Анхиса из горящего дома. Эта группа фигур говорит об использовании сюжета эпической поэмы Вергилия «Энеида», в которой описан пожар Трои. После долгих странствий Эней создал своё царство в Италии. Поэтому он, согласно одной из версий, считается основателем Рима. Эта группа, написанная Джулио Романо по античным изображениям, послужила прообразом многих композиций. Наиболее известна скульптурная группа «Эней, Анхиз и Асканий», созданная Джованни Лоренцо Бернини в 1618—1619 годах (Галерея Боргезе в Риме). Позади них — женщина в жёлтом, Креуса, жена Энея, по рисунку отчасти напоминает Ливийскую Сивиллу (в зеркальном обороте) работы Микеланджело в своде Сикстинской капеллы.
В правой части композиции изображена группа женщин, приносящих кувшины с водой, чтобы потушить пламя в храме с колоннами ионического ордера, напоминающего храм Сатурна на римском Форуме.
Наиболее знаменита женская фигура в правой части композиции — девушка, несущая кувшин с водой на голове. Она впечатляет совершенством силуэта, подсказанным, по мнению Генриха Вёльфлина, похожей фигурой с фрески Доменико Гирландайо «Рождество Иоанна Крестителя» в Капелле Торнабуони церкви Санта-Мария-Новелла во Флоренции (1485—1490). Об этой фигуре проникновенно писал в своё время Аби Варбург как о «великом переселении образов», считая её заимствованной из искусства античности. Гирландайо переработал её по-своему, а Рафаэль продолжил это «переселение», значительно трансформировав фигуру: рисунок и сама «постановка» фигуры, безусловно, навеяны мощными образами Сикстинского плафона Микеланджело. Вёльфлин писал, что «в противоположности этих двух фигур» [фресок Гирландайо и Рафаэля] «заключена вся разница в ощущении формы» двух эпох: кватроченто и чинквеченто. «Несущая воду женщина Рафаэля, спокойно шагающая и поддерживающая ношу высоко на голове сильной рукой, — одно из великолепных созданий его зрелого мужественного чувства красоты».

## Критика
Произведение Рафаэля обычно не удостаивают высокой оценки; считается, что оно создано в основном учениками мастера. Г. Вёльфлин, подробно анализировавший росписи ватиканских станц, даже не включил в свою книгу «Классическое искусство» (1899) обзор этой композиции. Он отметил фреску всего несколькими строчками: «Есть отдельные прекрасные мотивы, но хорошее перемешано здесь со слабым, и всё лишено замкнутости оригинальной композиции». И действительно, по композиции это одно из наименее удачных произведений. Зрительно картина распадается на отдельные группы фигур, а середина фрески, как говорят художники, «проваливается». М. Дворжак также отмечал, что «лишь в отдельных фигурах… со всей очевидностью проявляется мастерство Рафаэля».

## Детали композиции

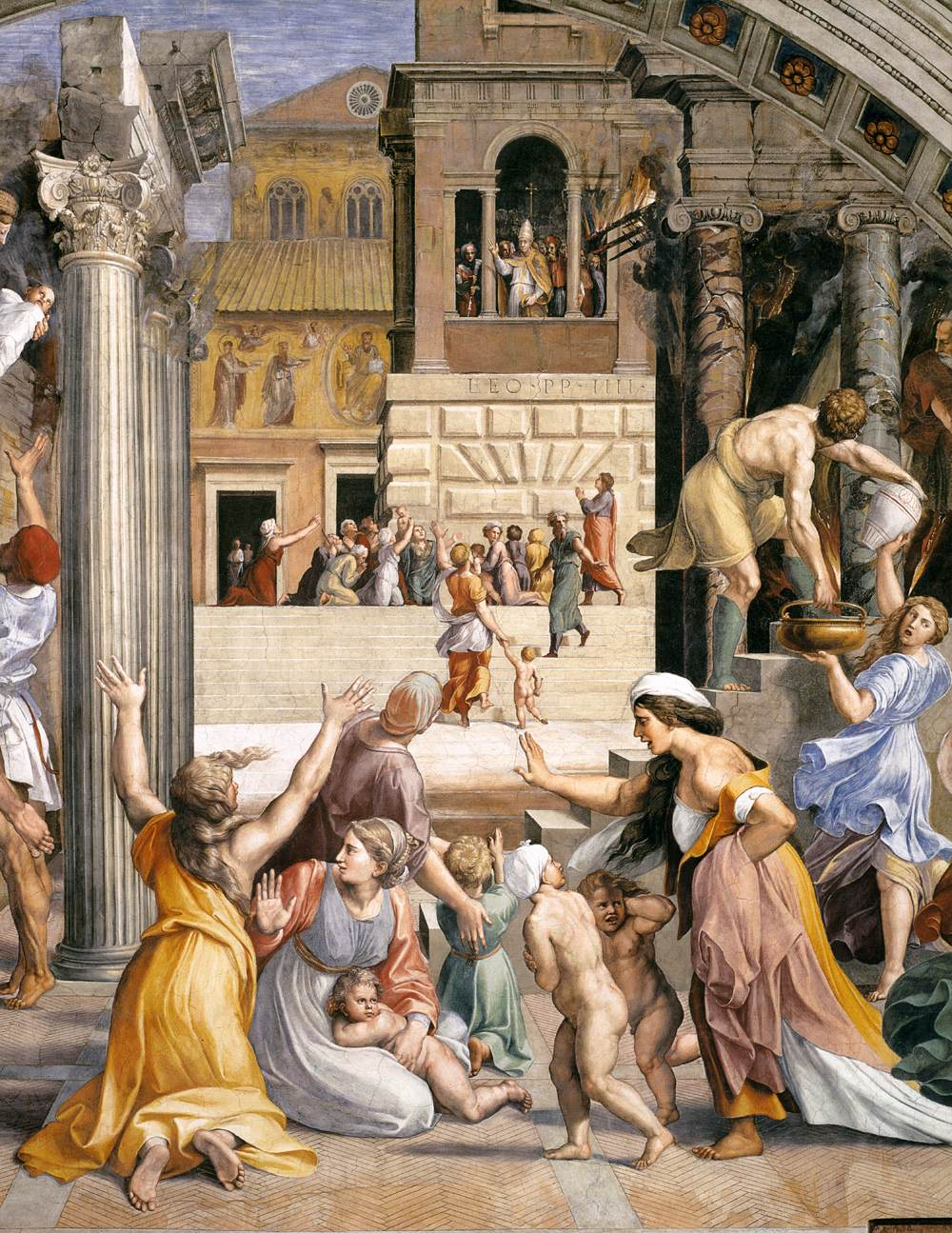
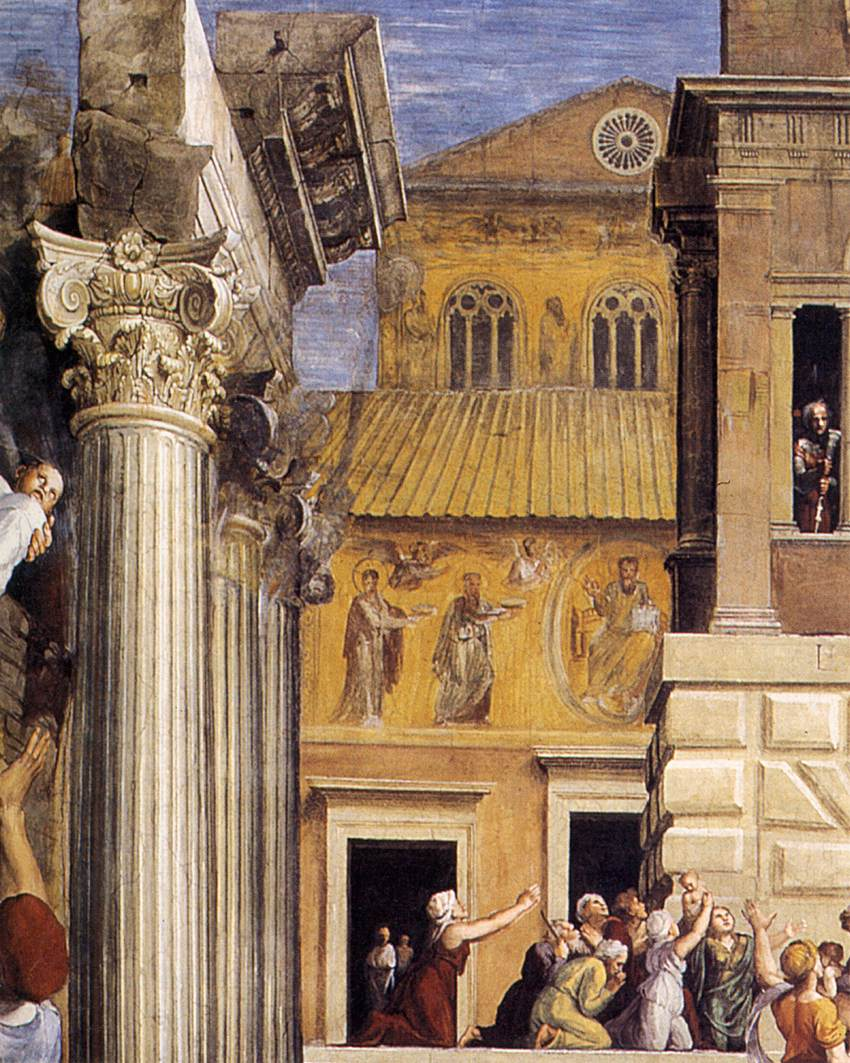
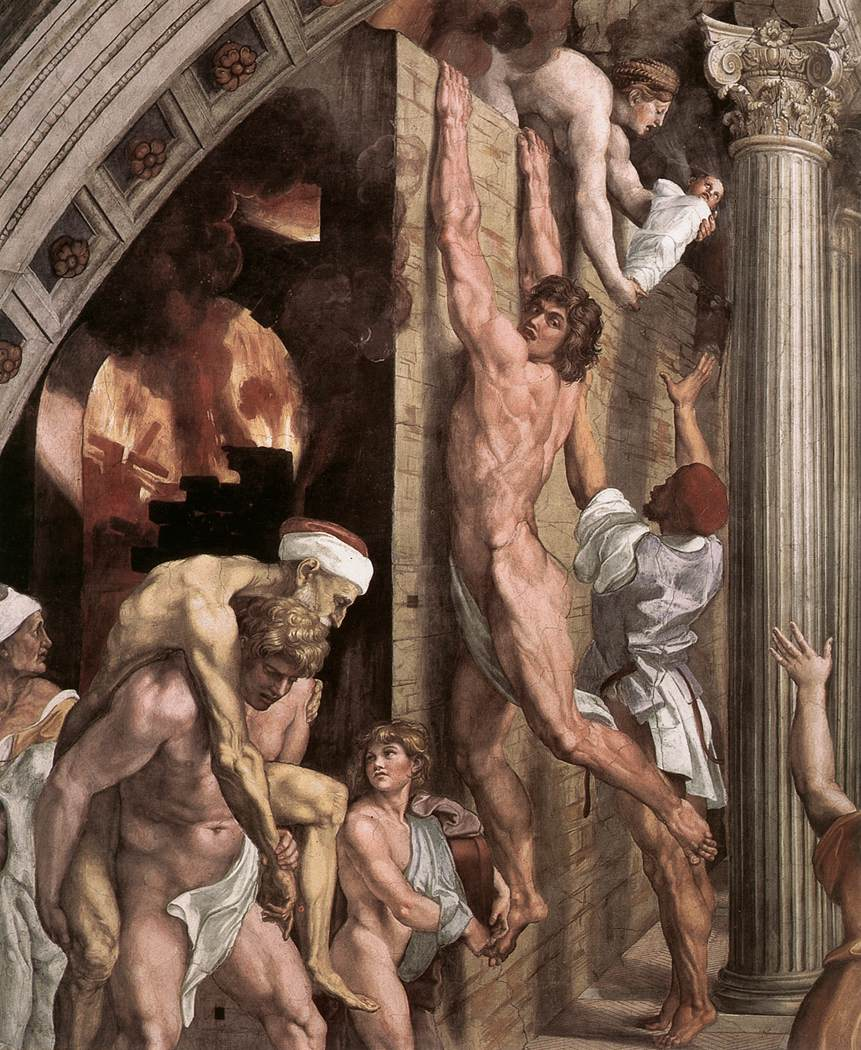
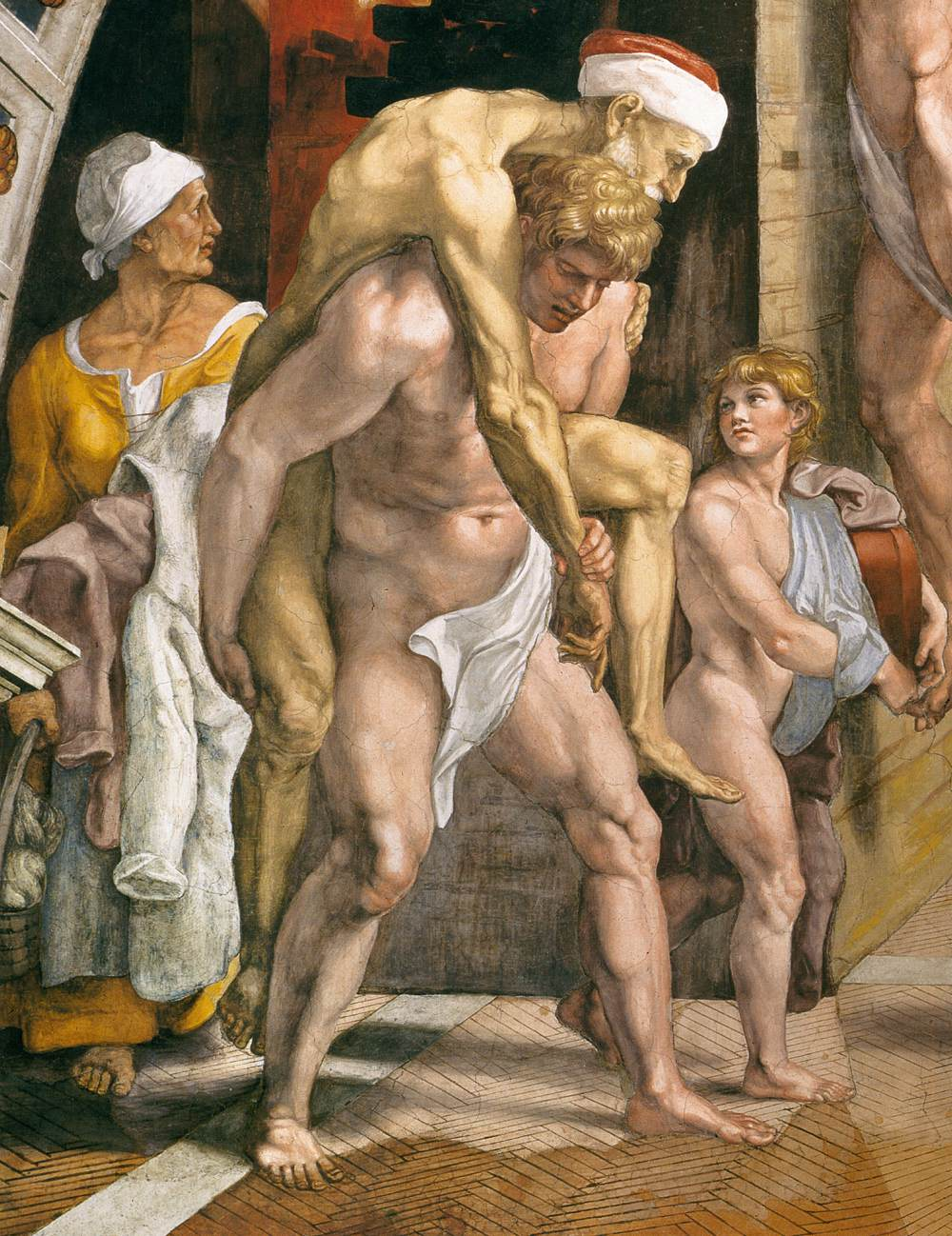
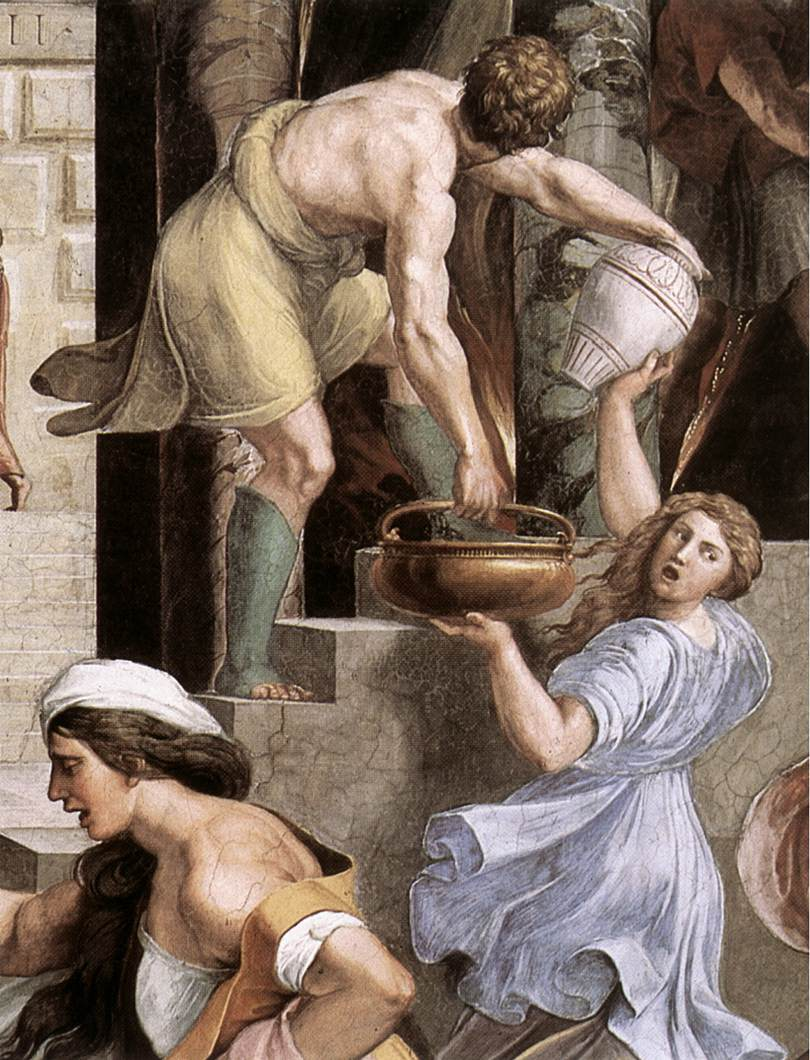